# Elizabeth Allen (actriz)
Elizabeth Allen (25 de enero de 1929 - 19 de septiembre de 2006) fue una actriz estadounidense.

## Vida y carrera
Nacida Elizabeth Ellen Gillease en Jersey City, Nueva Jersey, comenzó su carrera como una modelo de la agencia Ford antes de tener un papel en televisión en The Jackie Gleason Show en 1950.
Posteriormente, perfeccionó sus habilidades de escenario uniéndose y actuando con el Grupo Repertorio Helen Hayes antes de expandirse a la pantalla grande y pantalla pequeña.
Elizabeth hizo numerosas apariciones en televisión como papeles de invitada en programas como The Fugitive, Kojak y Buck Rogers. También fue miembro del reparto regular en The Paul Lynde Show, C.P.O. Sharkey, Another World y su spin-off, Texas. Su carrera en televisión, películas y en teatro se extendió por tres décadas.
La actriz de gélido atractivo es quizás más conocida por su papel en televisión como la vendedora espeluznante en el primer episodio de la temporada de The Twilight Zone, titulado "The After Hours", donde la actriz Anne Francis (interpretando a 'Marsha White') finalmente se da cuenta de que es un maniquí y que su mes de libertad y de vida entre los seres humanos se ha terminado.

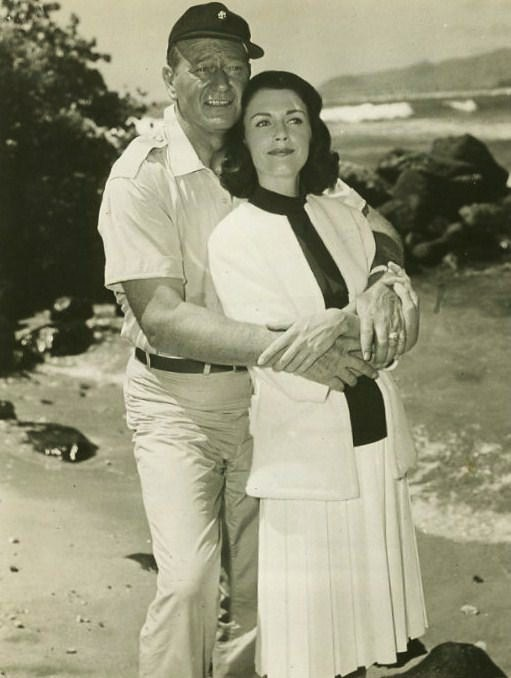
Con John Wayne en La taberna del irlandés.

En 1963, Elizabeth protagonizó junto a John Wayne, Dorothy Lamour y Lee Marvin la película La taberna del irlandés (Donovan's Reef), de John Ford. También protagonizó en Diamond Head con Charlton Heston e Yvette Mimieux. Ambas películas fueron filmadas en Hawái. 
Allen también apareció con James Stewart en Cheyenne Autumn, y ganó un Premio Laurel en 1963 como la actriz prometedora del año.
Fue propuesta dos veces como candidata para los Premios Tony por sus actuaciones en Broadway en The Gay Life y Do I Hear a Waltz?. Todavía se puede escuchar hoy en día, cantando maravillosamente a través del álbum del elenco original de Waltz, disponible para CD. Sus otras producciones notables en escenario en Great White Way y Romanoff and Juliet, Lend an Ear, Sherry!, California Suite, The Pajama Game, The Tender Trap, Show Boat, South Pacific, y culminando en 1980 con el musical 42nd Street, como Dorothy Brock.
Allen se retiró en silencio del mundo del espectáculo en 1996, después de recorrer numerosas ciudades a través del mundo durante más de una década con su papel en 42nd Street de Broadway. Este fue su último trabajo después de aparecer en la serie de 1980 Texas durante dos temporadas.
Estuvo casada brevemente con el barón Karl von Vietinghoff-Scheel, pero se divorciaron y ella nunca se volvió a casar. Murió a causa de una enfermedad renal, a la edad de 77 años, en Fishkill, Nueva York.

## Broadway
- 1957 Romanoff and Juliet como Juliet.
- 1962 The Gay Life como Magda.
- 1965 Do I Hear a Waltz? como Leona Samish.
- 1967 Sherry! como Maggie Cutler.
- 1983 42nd Street como Dorothy Brock (reemplazando a Tammy Grimes).

## Filmografía
- 1955 Born for Trouble
- 1960 From the Terrace como Sage Remmington.
- 1963 Donovan's Reef como Ameilia Sarah Dedham.
- 1963 Diamond Head como Laura Beckett.
- 1964 Cheyenne Autumn como Guinevere Plantagenet.
- 1971 Star Spangled Girl como la señora MacKaninee.
- 1972 The Carey Treatment como Evelyn Randall.
- 1979 No Other Love